# Vates pectinata
Vates pectinata es una especie de mantis de la familia Mantidae.

## Distribución geográfica
Se encuentra en Brasil, Costa Rica, México y  Panamá.